# جونكو تاناكا
جونكو تاناكا (باليابانية: 田中順子؛ بالكانا: ひらしま じゅんこ) هي سباحة متزامنة يابانية، ولدت في 2 أكتوبر 1973 في شيزوكا في اليابان.

## وصلات خارجية
- جونكو تاناكا على موقع الاتحاد الدولي للسباحة (الإنجليزية)
- جونكو تاناكا على موقع أوليمبيديا (الإنجليزية)